# ʻAlipate Tuʻivanuavou Vaea
ʻAlipate Tuʻivanuavou Vaea (Nukuʻalofa, 19 settembre 1957) è un politico tongano.

## Biografia

### Studi e carriera
ʻAlipate è nato a Nukuʻalofa nel 1957, terzogenito di Sia'osi Tu'ihala Alipate Tupou e di Tuputupu Vaea (1930-2021).
Frequentò la St George's Preparatory School a Whanganui, la St Faith's Preparatory School e la Leys School di Cambridge e il Kinross Wolaroi College di Orange. Nel 1990 ottenne un certificato da parte della National Accreditation Authority for Translators and Interpreters (NAATI). Nel 1993 si laureò presso l'Università di Auckland e conseguì un diploma nel 1999 in Public Sector Management alla Massey University.
Entrò nel ramo navale delle forze armate nel ruolo di sottotenente. Fu nominato segretario del Tonga Traditions Committee nel 1997 e vice segretario privato ad interim del re Tāufaʻāhau Tupou IV nel 1998. Lavorò anche come archivista di palazzo. Acquisì il titolo di Lord Vaea a pochi giorni dalla morte di suo padre, il 13 giugno 2009.

### Matrimonio
Il 17 maggio 1986 sposò l'insegnante di scuola elementare Siatukimoana Fakafanua (1965), figlia maggiore di Kinikinilau Lelea'afafine Fakafanua (1934-2004) e di Kalolaine Taukapa Lataifalefehi Ahome'e (1933-2007), quindi zia di Sinaitakala Fakafanua.

### Attività politica
Tra il 2009 e il 2010 fu tra i rappresentanti nobili per la Riforma Costituzionale ed Elettorale. La sua carriera politica ebbe inizio con le elezioni generali del 2010, che gli permisero di entrare nell'Assemblea legislativa come rappresentante della circoscrizione 2 di Tongatapu, in quanto membro della nobiltà. Venne nominato ministro dell'Agricoltura nel 2010 e ricevette l'incarico sulla Formazione, l'Occupazione, la Gioventù e lo Sport nel 2012. Dal 2011 al 2014 fu anche ministro degli Affari Interni.
Nel 2014 passò alla rappresentanza della circoscrizione 1 e all'inizio di agosto del 2016 visitò la Nuova Zelanda con il primo ministro Pōhiva, il quale lo presentò come leader dell'opposizione. Lord Vaea disse di voler proporre una mozione di sfiducia contro il premier, citando la crisi economica e i suoi scarsi risultati in materia di politica dell'istruzione e dell'occupazione lavorativa. La mozione, proposta nel febbraio del 2017, non andò in porto. Tentò di essere rieletto nella circoscrizione di Tongatapu a novembre, ma ottenne sette voti al pari di lord Vahaʻi e perse al successivo sorteggio effettuato con il lancio di una moneta.
Riuscì a essere rieletto tra i parlamentari della nobiltà alle elezioni generali del 2021. Dal 2022 è ministro degli Affari Interni per la seconda volta. Ha fatto parte delle commissioni permanenti sulla finanza, i servizi sociali e il cambiamento climatico all'interno dell'Assemblea legislativa.

## Cariche
- Presidente del Tonga Traditions Committee;
- Presidente della Tonga Rugby Union (fino al 2006);[1]
- Presidente della Pacific Islands Rugby Alliance (2005-2006);[1]
- Presidente della Wallis Community di Tonga;[1]
- Vice Presidente del Pacific Regional Branch dell'International Council on Archives;[1]
- Membro del Consiglio della Pacific Islands Museum Association.[1]

## Discendenza
ʻAlipate Tuʻivanuavou Vaea ha avuto una figlia:
- Cassandra (Tonga, 12 agosto 1979), adottata dai nonni paterni, ha sposato Viliami Sione Ngu Takeivulai Tuku'aho (1987) a Nuku’alofa il 19 luglio 2008.

Con la moglie Siatukimoana Fakafanua ha due figli e quattro figlie:
- Darlene (Nukuʻalofa, 26 luglio 1987);
- Ivana (Nukuʻalofa, 26 dicembre 1988), ha sposato Tevita Christopher Maka il 16 dicembre 2017 ad Auckland;
- Agnes (Nukuʻalofa, 1989);
- Hulita (Auckland, 1990);
- Laifone;
- Viliami.

## Ascendenza
|                                |                    |                                 | Genitori                       |  |  | Nonni |  |  | Bisnonni        |  |  | Trisnonni                      |  |
|                                |                    |                                 |                                |  |  |       |  |  | George Tupou II |  |  | Siaosi Fatafehi Toutaitokotaha |  |
|                                |                    |                                 |                                |  |  |       |  |  | George Tupou II |  |  | Siaosi Fatafehi Toutaitokotaha |  |
|                                |                    | ʻElisiva Fusipala Taukiʻonetuku |                                |  |  |       |  |  | George Tupou II |  |  |                                |  |
| Vīlai Tupou                    |                    |                                 |                                |  |  |       |  |  | George Tupou II |  |  |                                |  |
|                                |                    | Tupou Moheofo                   | ʻIsileli Tupou                 |  |  |       |  |  |                 |  |  |                                |  |
|                                |                    | Tupou Moheofo                   | ʻIsileli Tupou                 |  |  |       |  |  |                 |  |  |                                |  |
|                                |                    | Tupou Moheofo                   | Lavinia Veiongo Mahanga        |  |  |       |  |  |                 |  |  |                                |  |
| Sia'osi Tu'ihala Alipate Tupou |                    | Tupou Moheofo                   |                                |  |  |       |  |  |                 |  |  |                                |  |
|                                |                    | Siosaia Pauʻuvale Loloaʻatonga  | Solome Kulikefu                |  |  |       |  |  |                 |  |  |                                |  |
|                                |                    | Siosaia Pauʻuvale Loloaʻatonga  | Solome Kulikefu                |  |  |       |  |  |                 |  |  |                                |  |
|                                |                    | Siosaia Pauʻuvale Loloaʻatonga  | Finau Fekita                   |  |  |       |  |  |                 |  |  |                                |  |
| Tupouseini Manumatavai Vaea    |                    | Siosaia Pauʻuvale Loloaʻatonga  |                                |  |  |       |  |  |                 |  |  |                                |  |
|                                |                    | Kalolaine Tongilava             | Filipe Taufa Tongilava         |  |  |       |  |  |                 |  |  |                                |  |
|                                |                    | Kalolaine Tongilava             | Filipe Taufa Tongilava         |  |  |       |  |  |                 |  |  |                                |  |
|                                |                    | Kalolaine Tongilava             | Seluvaia Tupouʻuluiki          |  |  |       |  |  |                 |  |  |                                |  |
| ʻAlipate Tuʻivanuavou Vaea     |                    | Kalolaine Tongilava             |                                |  |  |       |  |  |                 |  |  |                                |  |
|                                | Siotame Fakatulolo | Finau Filimoeʻuli               |                                |  |  |       |  |  |                 |  |  |                                |  |
|                                | Siotame Fakatulolo | Finau Filimoeʻuli               |                                |  |  |       |  |  |                 |  |  |                                |  |
|                                | Siotame Fakatulolo | ʻAne Nanasi Kioa                |                                |  |  |       |  |  |                 |  |  |                                |  |
| Siosaia Siotame Lausiʻi        | Siotame Fakatulolo |                                 |                                |  |  |       |  |  |                 |  |  |                                |  |
|                                |                    | Teisa Vaka Sateki               | ...                            |  |  |       |  |  |                 |  |  |                                |  |
|                                |                    | Teisa Vaka Sateki               | ...                            |  |  |       |  |  |                 |  |  |                                |  |
|                                |                    | Teisa Vaka Sateki               | ...                            |  |  |       |  |  |                 |  |  |                                |  |
| Tuputupu Vaea                  |                    | Teisa Vaka Sateki               |                                |  |  |       |  |  |                 |  |  |                                |  |
|                                |                    | Sione Lamipeti Mafileʻo         | Sunia ʻAkaveka Mafileʻo        |  |  |       |  |  |                 |  |  |                                |  |
|                                |                    | Sione Lamipeti Mafileʻo         | Sunia ʻAkaveka Mafileʻo        |  |  |       |  |  |                 |  |  |                                |  |
|                                |                    | Sione Lamipeti Mafileʻo         | Fanetupou Vavaʻu               |  |  |       |  |  |                 |  |  |                                |  |
| ʻAnaukihesina Lamipeti         |                    | Sione Lamipeti Mafileʻo         |                                |  |  |       |  |  |                 |  |  |                                |  |
|                                |                    | ʻAlilia Funakitoutai Tapueluelu | Tevita Taʻofikaetau Tapueluelu |  |  |       |  |  |                 |  |  |                                |  |
|                                |                    | ʻAlilia Funakitoutai Tapueluelu | Tevita Taʻofikaetau Tapueluelu |  |  |       |  |  |                 |  |  |                                |  |
|                                |                    | ʻAlilia Funakitoutai Tapueluelu | Siutiti ʻAfuhaʻapai Luani      |  |  |       |  |  |                 |  |  |                                |  |
|                                |                    | ʻAlilia Funakitoutai Tapueluelu |                                |  |  |       |  |  |                 |  |  |                                |  |